# 圣约之子会

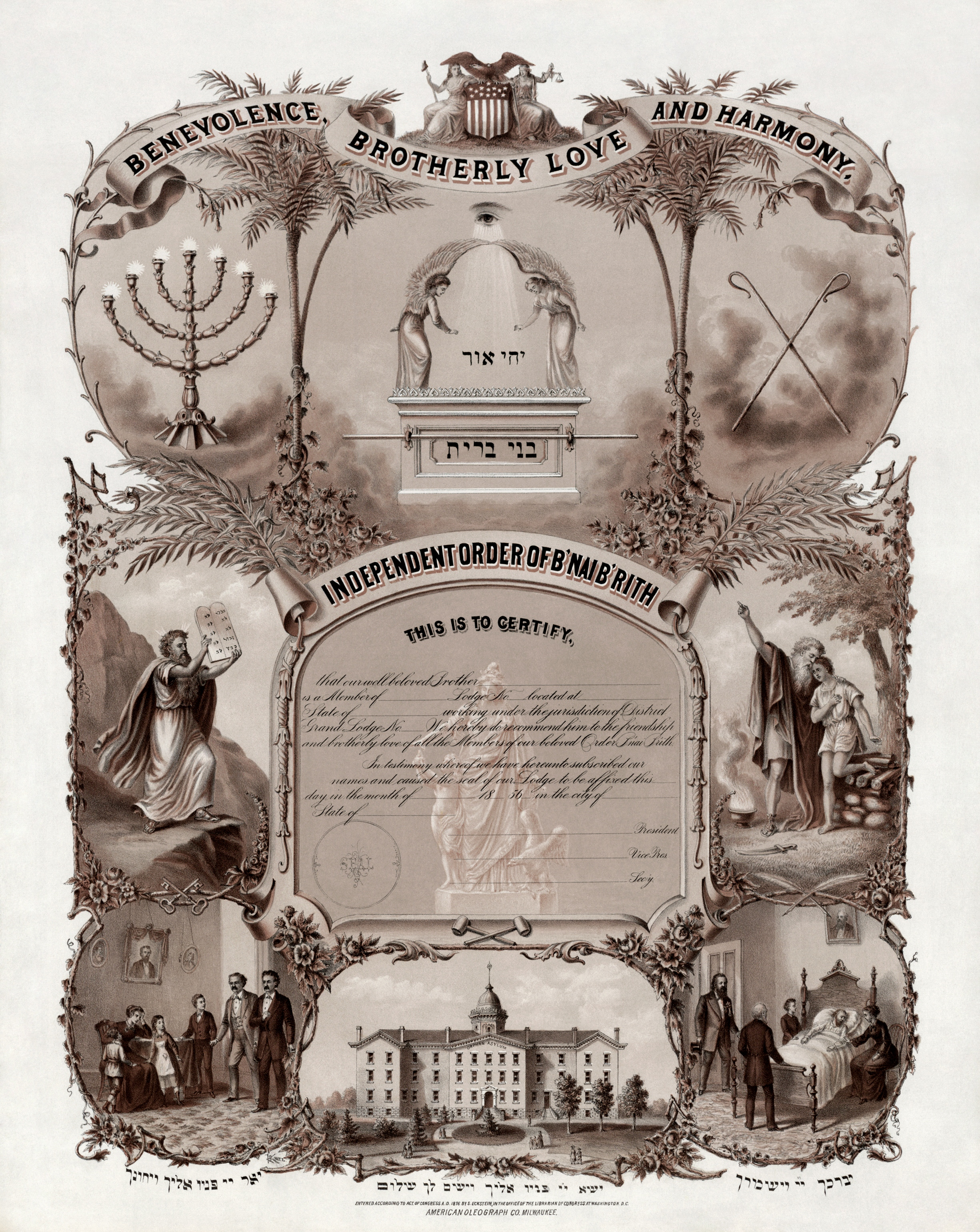
圣约之子会1876年成员证书

圣约之子会（希伯來語：בני ברית）是世界上历史最悠久的犹太人服务组织，与1843年10月13日成立于纽约市，创建人为亨利·琼斯和其他11名德國猶太移民。 
该组织致力于各种各样的社会服务和福利活动，包括促进犹太人的权利，帮助医院和自然灾害的受害者，向犹太人的大学生发放奖学金，反对反犹太主义等。 。其主要组织机构为国际圣约之子会，在世界上几百个国家有分支机构，促进当地犹太人的福利。

## 歷史
圣约之子会於1843年10月13日在紐約市下東城的Aaron Sinsheimer咖啡館由亨利·瓊斯 (Henry Jones) 領導的12名德國猶太移民創立。它被組織為一個秘密會所(secret lodge)。這個新組織代表著組織當地社區猶太人的嘗試，以回應創始人之一艾薩克·羅森堡 (Isaac Rosenbourg) 所說的「猶太人在這個我們新定居的國家中的悲慘處境」。正如其章程所述，該新組織的宗旨是發揮歐洲猶太社團履行的傳統職能：「探望和照顧病人」以及「保護和援助寡婦和孤兒」。它的創始人曾希望它很快就能涵蓋美國的所有猶太人，但這並沒有發生，因為其他猶太組織也在大約同一時間成立。

## 奖项
圣约之子会颁发各种表彰和奖项，包括几年一次的总统金质奖章，用以表彰对犹太人民和以色列作出贡献的人。获得过该奖项的人包括戴维·本-古里安、约翰·肯尼迪、乔治·布什、斯蒂芬·哈珀、果尔达·梅厄。2005年11月，奥地利首相弗朗茨·弗拉里茨基获得该奖。2006年5月，该奖颁给澳大利亚总理约翰·霍華德。